# Josip Vrlić
Josip Vrlić (Fiume, 1986. április 25. –) Európa-bajnok horvát származású brazil-, majd horvát válogatott vízilabdázó, a Jadran Split játékosa center poszton.

## Sportpályafutása
Szülővárosa, Fiume híres klubjában, a Primorje Rijekában kezdett vízilabdázni. 2010-ben három évre Spanyolországba, a CNA Barcelonetába igazolt, amely klubbal zsinórban háromszor bajnoki címet szerzett. 2013 és 2014 között a brazil Fluminensében játszott, s bajnoki címet szerzett. 2014-2015-ig a szerb Radnički Kragujevac együttesével bajnoki ezüstérmet szerzett. 2015-ben meghívót kapott a Ratko Rudić által irányított brazil válogatottba, mellyel ugyanazon évben bronzérmes lett a világligán.

## Eredményei

### Nemzetközi
- Világliga: bronzérmes (2015)
- Olimpiai 8. hely (Rio de Janeiro, 2016)

### Klub

#### CNA Barceloneta
- Spanyol bajnokság: aranyérmes (2010-11, 2011-12, 2012-13)
- Copa del Rey: aranyérmes (2012-13)

#### Fluminense
- Brazil bajnokság: aranyérmes (2013-14)

#### Radnički Kragujevac
- Prva A Liga: ezüstérmes (2014-15)